# Cortinarius redemitus
Cortinarius redemitus är en svampart som beskrevs av Cooke 1888. Cortinarius redemitus ingår i släktet Cortinarius och familjen spindlingar.   Inga underarter finns listade i Catalogue of Life.